# محمد قاسم (بازیکن فوتبال، زاده ۱۹۸۴)
محمد قاسم (انگلیسی: Muhammad Qasim؛ زادهٔ ۱ مهٔ ۱۹۸۴) بازیکن فوتبال اهل پاکستان بود.
وی همچنین در تیم‌های ملی فوتبال زیر ۲۳ سال پاکستان و پاکستان بازی کرده است.